# El Far d'Empordà

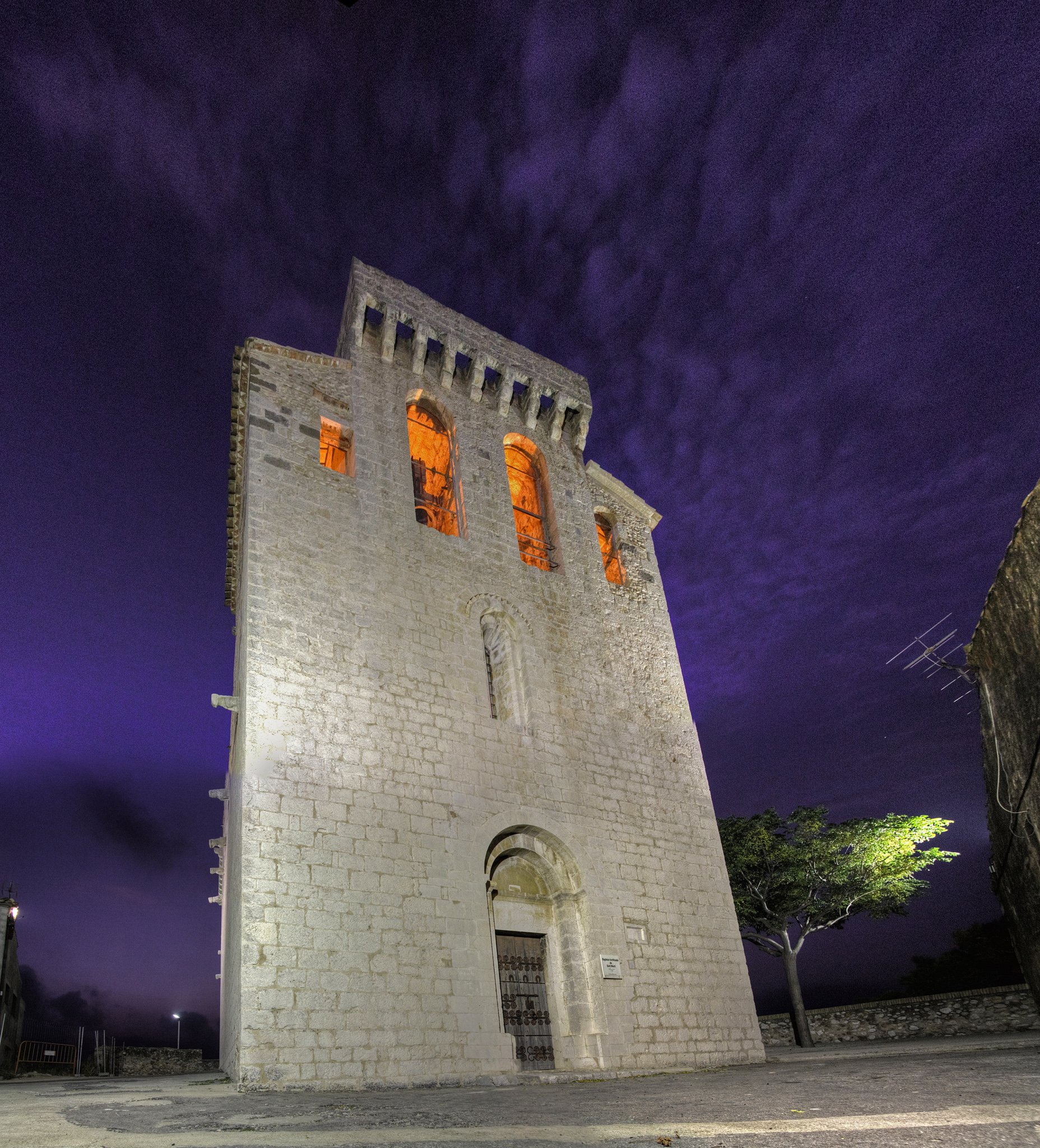
Kerk van El Far d'Empordà

El Far d'Empordà is een gemeente in de Spaanse provincie Girona in de regio Catalonië met een oppervlakte van 9 km². El Far d'Empordà telt 553 inwoners (1 januari 2016).

## Demografische ontwikkeling
Bron: INE, 1857-2011: volkstellingen